# London to Brighton in Four Minutes
Pour plus de détails, voir Fiche technique et Distribution.
London to Brighton in Four Minutes est un court-métrage documentaire expérimental britannique produit par l'unité film de la British Broadcasting Corporation (BBC) en 1953 et qui servait d'interlude à la chaîne de télévision britannique. Ce document, devenu un véritable film culte, montre le trajet en train Londres-Brighton filmé en accéléré à deux images par seconde. 

## Synopsis
Des voyageurs se pressent dans la gare Victoria à Londres. Le Brighton Belle (en), un train rapide électrique composé de voitures Pullman, démarre de cette gare et parcourt les quatre-vingt-un kilomètres de la ligne de Brighton (en) pour arriver à la gare terminus de la cité balnéaire de Brighton.

## Fiche technique
- Compagnie de production : BBC
- Langue : anglais
- Couleur : noir et blanc
- Durée : 4 minutes
- Année de production : 1953 (tournage au printemps 1952)

## Commentaires
Le document est célèbre pour les vues des voies de chemin de fer filmées en accéléré par une caméra positionnée à l'avant du train. Le voyage sur le Brighton Belle (en) a été filmé à deux images par seconde, donc pour une vitesse de projection normale de 24 images par seconde, le film défile douze fois plus rapidement.
Le cameraman était assis dans la cabine à droite du conducteur du train et manipulait une caméra à manivelle. Chaque bobine de film ne comportant seulement que 1 000 pieds de pellicule,  le cameraman a dû changer plusieurs fois la pellicule pendant le voyage et lors du montage du film, les lacunes ont été remplacées avec des vues du conducteur de train.
La qualité du film est remarquable, compte tenu de la mauvaise qualité de la suspension du train. Ce n'est qu'en 1955 que les bogies ont été améliorés, entraînant un meilleur confort et une meilleure stabilité. 
Le film est conservé dans la collection d'archives de l'Alexandra Palace Television Society.

## Remake
En 1983, un film du même trajet a été enregistré de façon similaire au film de 1952. Le court-métrage résultant, London to Brighton in Four Minutes: Side By Side, présente les deux films côte à côte, démontrant comment la technologie et le paysage ont évolué en trente ans.